# بوریس تیبیلوف
بوریس تیبیلوف( ترکی آذربایجانی: Boris Tibilov ؛ متولد 2 دسامبر 1951 ،باکو ) مربی تیم ملی فوتبال آذربایجان و باشگاه فوتبال تراکتور بود  . 